# Drayton Parslow
Drayton Parslow – wieś w Anglii, w hrabstwie Buckinghamshire, w dystrykcie (unitary authority) Buckinghamshire. Leży 67 km na północny zachód od centrum Londynu. W 2001 miejscowość liczyła 596 mieszkańców.